# ماساتزا
ماساتزا (به ایتالیایی: Massazza) یک کومونه در ایتالیا است که در استان بیه‌لا واقع شده‌است.

## خصوصیات
ماساتزا ۱۱٫۷ کیلومترمربع مساحت و ۵۵۸ نفر جمعیت دارد.